# Кодісцкаро (Каспський муніципалітет)
Кодісцкаро (груз. კოდისწყარო) — село в Грузії.
За даними перепису населення 2014 року в селі проживає 216 осіб.